# Coloncus
Coloncus Chamberlin, 1949 è un genere di ragni appartenente alla famiglia Linyphiidae.

## Distribuzione
Le cinque specie oggi attribuite a questo genere sono diffuse negli USA: la C. siou è stata reperita anche in territorio canadese.

## Tassonomia
A maggio 2011, si compone di cinque specie:
- Coloncus americanus (Chamberlin & Ivie, 1944) — USA
- Coloncus cascadeus Chamberlin, 1948 — USA
- Coloncus ocala Chamberlin, 1948 — USA
- Coloncus pius Chamberlin, 1948[3] — USA
- Coloncus siou Chamberlin, 1948 — USA, Canada